# Heinrich Kaase
Heinrich Kaase (* 28. April 1941 in Melle) ist ein deutscher Physiker für Lichttechnik und Hochschullehrer an der TU Berlin.
Kaase studierte Physik an der TU Braunschweig (Promotion 1975) und war 1970 bis 1980 wissenschaftlicher Mitarbeiter im Labor für Radiometrie der Physikalisch-Technischen Bundesanstalt (PTB) in Braunschweig, an der er ab 1980 das neu gegründete Labor für Optoelektronik leitete und Regierungsdirektor wurde. 1987 bis zur Emeritierung 2008 war er Professor für Lichttechnik an der TU Berlin.
Von ihm stammen über 200 wissenschaftliche Arbeiten auf den Gebieten Spektralradiometrie, Synchrotronstrahlung, Plasmastrahlung, Solarstrahlung und Tageslicht, Lichtnutzung in Gebäuden, Lichtmesstechnik, Halbleiteroptik und Optoelektronik, Photobiologie und -medizin und elektrische Installationstechnik.

## Schriften (Auswahl)
- UV irradiance from natural sources, PTB Report 1985
- mit Felix Serick: Optische Strahlung und ihre Messung, in: Bergmann-Schaefer Lehrbuch der Experimentalphysik, De Gruyter, Band 3, De Gruyter 2004
- mit Alexander Rosemann: Solarstrahlung und Tageslicht, Ernst & Sohn 2018